# Sichel-Dünnschwanz
Der Sichel-Dünnschwanz (Parapholis incurva, Syn.: Lepturus incurvatus), auch Gekrümmter Dünnschwanz genannt, ist eine Pflanzenart aus der Gattung Dünnschwanz (Parapholis) und damit der Familie der Süßgräser (Poaceae). Die Art ist nicht zu verwechseln mit Parapholis strigosa, die auch den deutschen Namen Gekrümmter Dünnschwanz trägt.

## Beschreibung

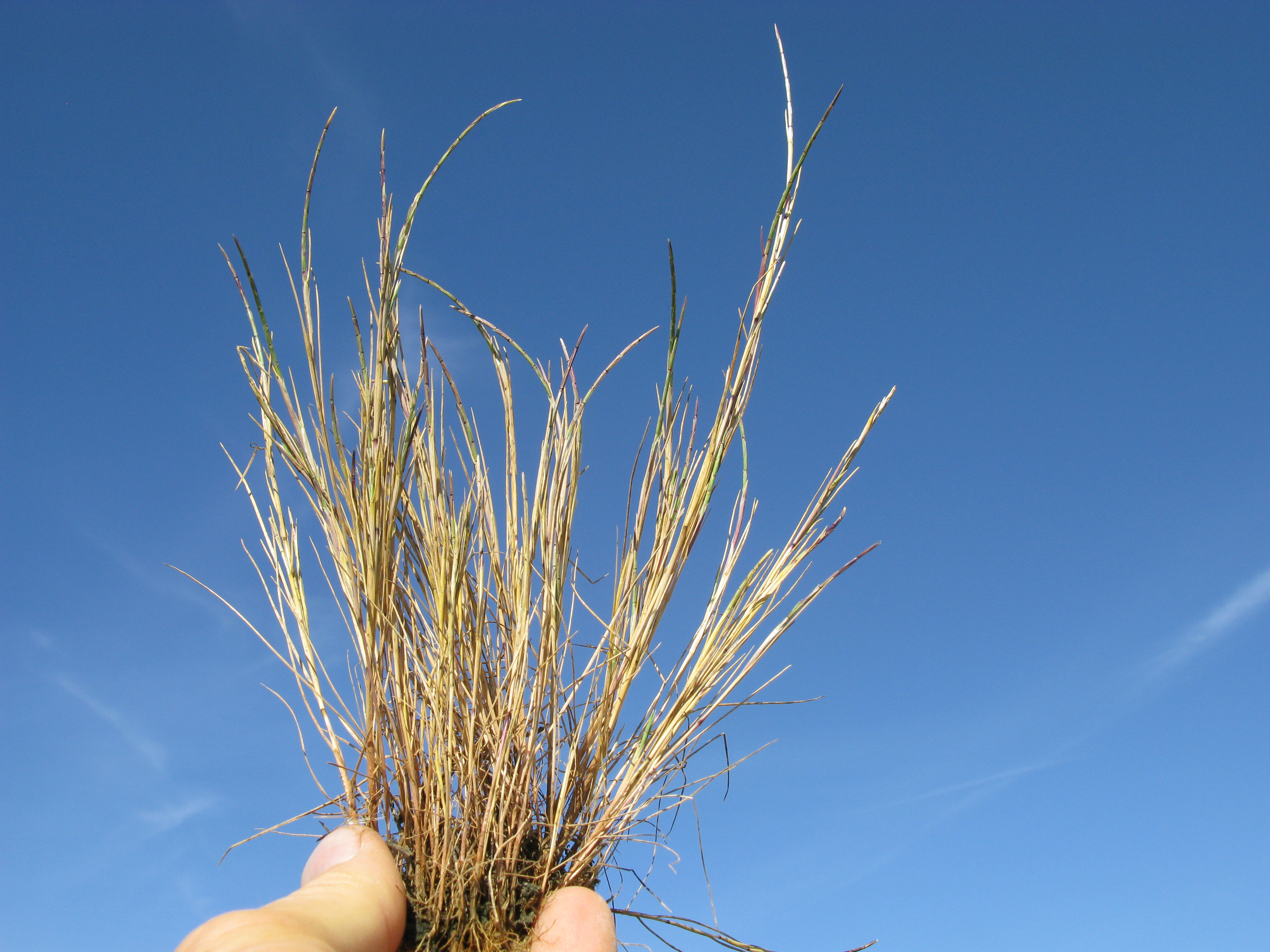
Habitus

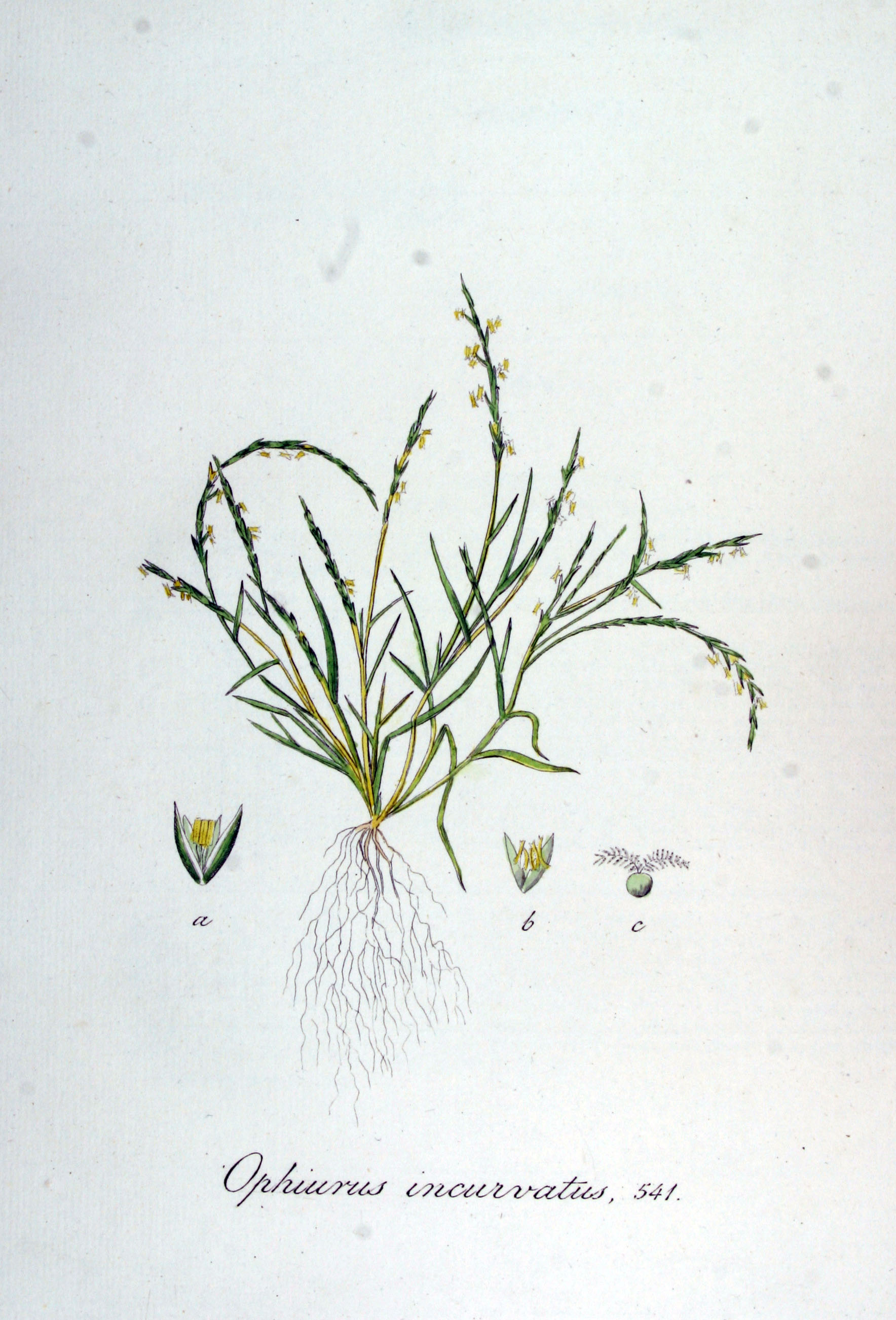
Habitus, Illustration

Der Sichel-Dünnschwanz ist ein niederliegendes oder bogig aufsteigendes einjähriges Gras. Die Halme werden nur 5–20 Zentimeter hoch. Die Blätter sind 1–3 Millimeter breit, flach oder eingerollt und oberseits rau. Das Blatthäutchen ist 0,5–1 Millimeter lang. Die oberste Blattscheide ist aufgeblasen. Die Blütenähre ist dünn, zylindrisch und sichelförmig gekrümmt. Die Ährchen sind einblütig und sitzen einzeln wechselständig in den Ausbuchtungen der Ährenachse. Beide Hüllspelzen stehen nebeneinander vor der Blüte, ihre Kiele sind nicht geflügelt.
Die Blütezeit ist April bis Juli.
Die Chromosomenzahl ist 2n = 14, 24, 38 oder 42.

## Verbreitung
Die Art kommt von Westeuropa bis zum Mittelmeergebiet und Pakistan und außerdem in Makaronesien vor. In Nord- und Südamerika, in Neuseeland und in Australien ist die Art ein Neophyt. In Europa kommt er vor in den Ländern Portugal, Spanien, Frankreich, Irland, Großbritannien, Italien, Slowenien, Kroatien, Montenegro, Albanien, Griechenland, Bulgarien, Rumänien, in der Türkei und in der Ukraine. In Belgien und Tschechien kommt er eingeschleppt vor.

## Ökologie
Die Art gedeiht in Salzwiesen und auf Ruderalstellen in Küstennähe.

## Taxonomie und Systematik
Der Sichel-Dünnschwanz wurde 1753 von Carl von Linné als Aegilops incurva in Species Plantarum Band 2, Seite 1051 erstbeschrieben. Die Art wurde 1946 von Charles Edward Hubbard in Blumea, Suppl. 3, Seite 14 als Parapholis incurva (L.) C.E.Hubb. in die von ihm selbst neu aufgestellte Gattung Parapholis gestellt. Zunächst hatte Linné selber 1763 in der zweiten Auflage seines Werks Species Plantarum die Art in Aegilops incurvata umbenannt. Diese Schreibweise hatten später viele weitere Autoren übernommen. Synonyme von Parapholis incurva (L.) C.E. Hubb. sind außer den oben genannten Rottboellia incurvata L.f., Ophiuros incurvatus P.Beauv., Rottboellia incurva (L.) Roem. & Schult., Lepturus incurvatus Trin., Pholiurus incurvatus (Hook.f.) Hitchc., Pholiurus incurvus (L.) Schinz & Thell. und Avena carmelii Boiss.
Man kann folgende Unterarten unterscheiden:
- Parapholis incurva (L.) C.E. Hubb. subsp. incurva
- Parapholis incurva subsp. longiflora (Grossh.) Tzvelev (Syn.: Parapholis gracilis Bor): Sie kommt in Palästina, im Irak, Iran und im Kaukasusraum vor.[5]